# 林良嗣
林 良嗣（はやし よしつぐ、1951年1月2日 - ）は、世界規模で活動する国土・交通工学者。中部大学卓越教授（持続発展・スマートシティ国際研究センター）。名古屋大学名誉教授、清華大学客員傑出教授、同済大学世界交通研究共同センター長、ローマクラブ正会員兼日本支部代表兼本部執行役員、日本工学アカデミー中部支部長、富士電機社外取締役、電力中央研究所評議員、国際マネジメント学会（SSMS）会長、NPO「知多から世界へ」理事長。世界交通学会（WCTRS）会長（2013-2019）、土木学会副会長、日本環境共生学会会長などを歴任した。

## 人物・経歴
三重県四日市市出身。1969年三重県立四日市高等学校卒業。1974年名古屋大学工学部土木工学科卒業。四日市高校柔道部及び名大柔道部出身。南側秀樹元環境事務次官、種橋潤治三重銀行元代表取締役頭取は、それぞれ四日市高校の同級生。大脇崇前パナマ特命全権大使は四日市高校柔道部の後輩。1976年東京大学大学院工学系研究科修士課程修了。1979年東京大学大学院工学系研究科博士課程修了、工学博士、東京大学工学部土木工学科助手。1980年東京大学工学部土木工学科講師。1981年名古屋大学工学部土木工学科講師。1982年名古屋大学工学部土木工学科助教授、フィリピン大学交通訓練センター非常勤講師。1984年リーズ大学交通研究所客員研究員。1992年名古屋大学大学院工学研究科教授（地圏環境工学専攻）。1997年ドルトムント大学空間計画研究所客員教授、運輸省運輸政策審議会委員。1999年運輸省鉄道局中央リニアスキーム検討会議委員兼幹事長、2001年名古屋大学大学院環境学研究科教授（都市環境学専攻）。2002年土木学会土木計画学研究委員会委員長。2003年名古屋大学国際学術コンソーシアム21本部推進室長、名古屋大学総長補佐（国際担当）、国土交通省国土審議会特別委員･計画部会委員。2004年名古屋大学評議員、名古屋大学大学院環境学研究科副研究科長、国土交通省国土審議会大都市圏制度調査専門委員会委員長。2006年名古屋大学大学院環境学研究科長。2006年日本学術会議連携会員。2008年上海交通大学客員教授、同済大学客員教授。2009年名古屋大学大学院環境学研究科附属交通・都市国際研究センター長、環境省中央環境審議会臨時委員。2010年土木学会副会長、日本環境共生学会会長。2012年文部科学省環境エネルギー科学技術委員会委員。2013年世界交通学会(WCTRS: World Conference on Transport Research Society)会長。2014年名古屋大学大学院環境学研究科附属持続的共発展教育研究センター長。2015年ローマクラブ正会員。2016年中部大学総合工学研究所教授、名古屋大学名誉教授。2017年富士電機社外取締役。2019年ローマクラブ日本支部代表、中部大学持続発展・スマートシティ国際研究センター長・教授、同済大学世界交通研究センター共同センター長・客員教授、清華大学客員傑出教授、世界交通学会理事。2020年ローマクラブ本部執行役員。2021年中部大学持続発展・スマートシティ国際研究センター卓越教授。2021年NPO「知多から世界へ」理事長、2022年社会マネジメントシステム学会（SSMS: Society of Social Management System）会長。